# Polubenský tunel
Polubenský tunel je železniční tunel na katastrálním území Polubný obce Kořenov na regionální železniční trati 036 Liberec – Tanvald – Harrachov v úseku Kořenov zastávka — Kořenov v km 32,691–33,631. Tunel je kulturní památkou České republiky.

## Historie
Úsek trati z Liberce do Jablonce nad Nisou byl zprovozněn v roce 1888, v roce 1894 došlo k otevření pokračování trati z Jablonce nad Nisou do Tanvaldu. Úsek z Tanvaldu do Kořenova byl budován se záměrem propojit stávající tratě Liberec – Tanvald a Železný Brod – Tanvald s plánovanou tratí Jelenia Góra – Kořenov (Zackenbahn), neboli propojit Rakousko-Uhersko s Pruskem. Trať z Tanvaldu do Kořenova byla zprovozněna 1. července 1902 a 1. října 1902 z Kořenova do Harrachova, kde byla trať napojena na pruské dráhy. Úsek Tanvald – Kořenov měl provozní délku 6,7 km s výškovým rozdílem 235,1 m, sklon trati dosahuje až 58 ‰ a je vybaven ozubnicí. V roce 1992 byl tento úsek Ministerstvem kultury České republiky prohlášen kulturní památkou. Na celém úseku trati bylo postaveno deset tunelů.

## Popis
Jednokolejný tunel se nachází na železniční trati Liberec – Tanvald – Harrachov v úseku Kořenov zastávka - Kořenov. Byl proražen Vlašským hřebenem. Stavba tunelu podle projektu Georga Schmedese byla zahájena z tanvaldské strany 25. dubna 1900 a o tři měsíce později z kořenovské strany. V roce 1901 byl tunel proražen a dokončen. Denní postup ražby je uváděn 1,15 m, spotřeba dynamitu byla 20 tun a původní délka 932 m. V letech 1958–1962 byl tunel opravován a prodloužen o osm metrů. Důvodem prodloužení bylo rozšíření silnice vedoucí nad tunelem. Tunel leží v nadmořské výšce 670 m a měří 940 m.